# علاقه‌بند (ساوجبلاغ)
علاقه‌بند روستایی در دهستان برغان بخش چندار، شهرستان ساوجبلاغ، استان البرز ایران است. در سرشماری ۲۰۰۶ جمعیت آن ۴۲ نفر در ۱۶ خانواده بود.